# Actinopyga miliaris
Actinopyga miliaris is een zeekomkommer uit de familie Holothuriidae.
De wetenschappelijke naam van de soort werd in 1834 gepubliceerd door Quoy & Gaimard.